# Theo Asseler

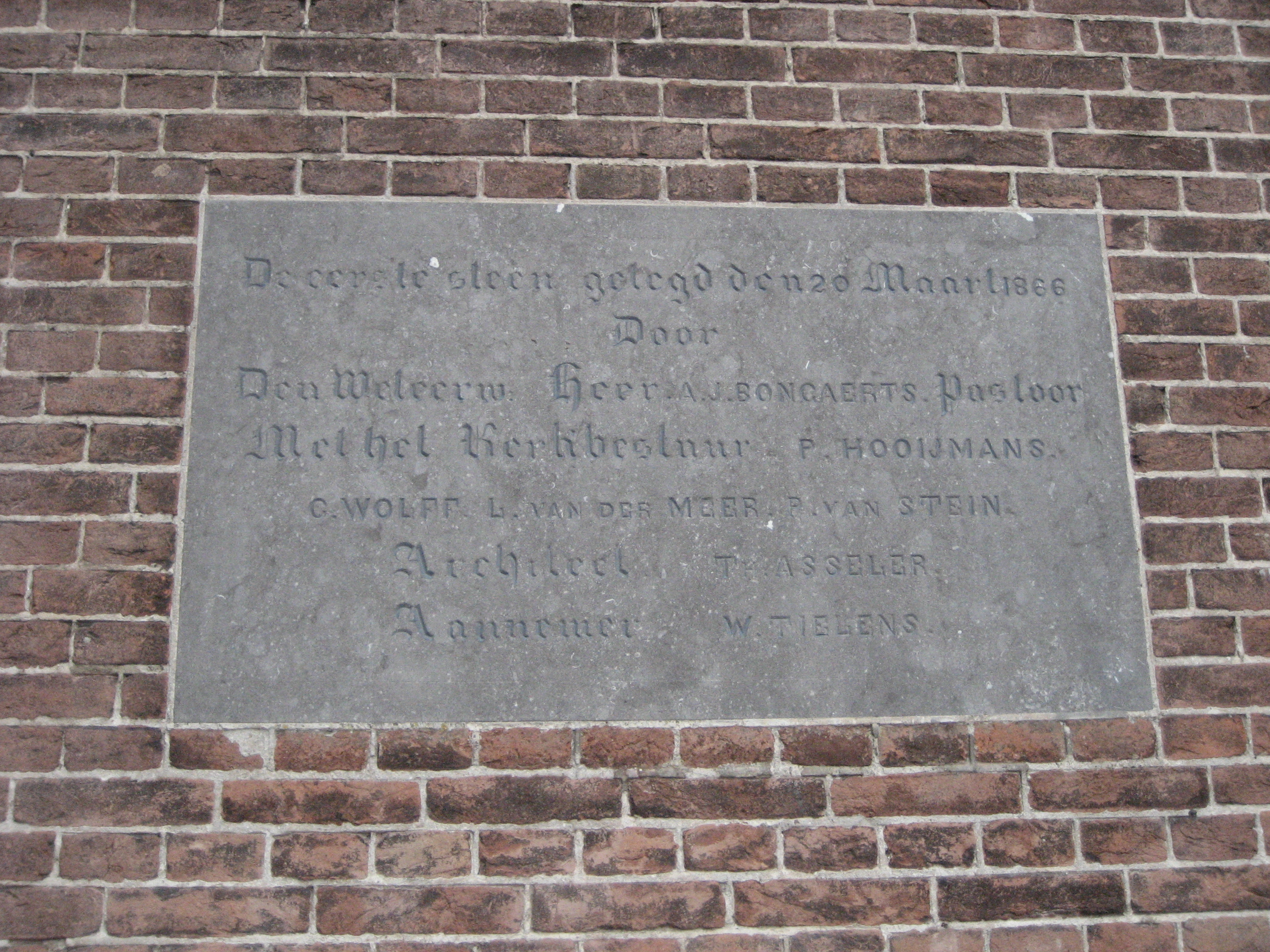
Asselers naam op de eerste steen van de Sint Laurentiuskerk

Theodoor (Theo) Asseler (Aarlanderveen, 12 maart 1823 - Amsterdam, 27 december 1879) was een Nederlands architect. 
Asseler was een neef van Theo Molkenboer en leerde het vak als bouwopzichter bij zijn oom, voor hij zich als zelfstandig architect vestigde. Hij bouwde voornamelijk rooms-katholieke kerken in het westen van Nederland. Asseler wordt, evenals zijn oom, beschouwd als een vertegenwoordiger van de stucadoorsgotiek, een vroege neogotische stijl waarin vormen uit de gotiek werden gebruikt zonder veel begrip van de gotische constructie.

## Lijst van werken
Dit overzicht is mogelijk incompleet; u kunt helpen door het uit te breiden.
| Bouw      | Naam                                  | Plaats               | Bijzonderheden                                                                          | Afbeelding |
| --------- | ------------------------------------- | -------------------- | --------------------------------------------------------------------------------------- | ---------- |
| 1866      | Jacobus de Meerderekerk               | Haarlemmerliede      | Uitbreiding en toren bij bestaande kerk                                                 |            |
| 1865-1868 | Laurentiuskerk                        | Voorschoten          |                                                                                         |            |
| 1867      | Josephkerk                            | Den Haag             | Noodkerk tot 1888, daarna school. Afgebroken ca 1900                                    |            |
| 1867      | Nicolaaskerk                          | Nieuwveen            | Toren uit 1887 door E.J. Margry                                                         |            |
| 1867-1868 | Johannes de Doperkerk                 | Boskoop              | Uitbreiding 1903 door A.A.J. Margry, afgebroken in 1974                                 |            |
| 1867-1868 | Jacobus de Meerderekerk               | Akersloot            | Afgebroken in 1968                                                                      |            |
| 1868      | Kloosterkerk Paters Redemptoristen    | Roosendaal           |                                                                                         |            |
| 1869-1870 | Abdij van Berne                       | Heeswijk             | Kloostergebouw bij Abdij                                                                |            |
| 1870      | Johannes de Doperkerk                 | Kudelstaart          |                                                                                         |            |
| 1870      | O.L.V. Onbevlekt Ontvangenkerk        | Hansweert            |                                                                                         |            |
| 1870      | Sebastianuskerk                       | Ilpendam             |                                                                                         |            |
| 1870      | Maria Presentatiekerk                 | Anna Paulowna        | Uitbreiding in 1918                                                                     |            |
| 1870      | Michaelkerk                           | Hazerswoude-Rijndijk | Afgebroken in 1986                                                                      |            |
| 1872      | Martinuskerk                          | Bovenkarspel         | Afgebroken in 1966                                                                      |            |
| 1872      | Leonarduskerk                         | De Lier              | Verbouwd in 1929, afgebroken in 1955                                                    |            |
| 1872-1873 | Ursula en Gezelinnenkerk              | Warmenhuizen         |                                                                                         |            |
| 1873      | Johannes de Doperkerk                 | Catrijp              | Afgebroken in 1971                                                                      |            |
| 1873-1874 | Willibrorduskerk                      | 's-Heerenhoek        |                                                                                         |            |
| 1874      | O.L.V. van Altijddurende Bijstandkerk | Roosendaal           | Uitbreiding 1907-1909 door A. de Bruin                                                  |            |
| 1874-1875 | Werenfriduskerk                       | Wervershoof          |                                                                                         |            |
| 1876      | O.L.V. Onbevlekt Ontvangenkerk        | Den Helder           |                                                                                         |            |
| 1876      | Laurentiuskerk                        | Weesp                | Bovenbouw toren uit 1900 door A. Bruning. Toren ingestort bij brand op 8 november 2016. |            |
| 1878      | Urbanuskerk                           | Duivendrecht         |                                                                                         |            |
| 1879-1881 | Engelbewaarderskerk                   | Hazerswoude-Dorp     | Voltooid door A.C. Bleijs                                                               |            |
| 1879-1880 | Emmaüsklooster                        | Velp                 | Verbouwing bestaand klooster                                                            |            |
| 1880      | Sint-Alfonsusklooster                 | Velp                 | Uitbreiding bestaand gebouw                                                             |            |